# Uroctea concolor
Uroctea concolor är en spindelart som beskrevs av Simon 1882. Uroctea concolor ingår i släktet Uroctea och familjen Oecobiidae. Inga underarter finns listade i Catalogue of Life.